# Grêmio Esportivo Jaciara
Grêmio Esportivo Jaciara é um clube de futebol do município de Jaciara, no estado de Mato Grosso. Seu escudo e suas cores são copiados do Grêmio Foot-Ball Porto Alegrense.

## História
Foi Fundado em 1975 por migrantes gaúchos residentes no município de Jaciara com o objetivo de representar a colônia gaúcha de Jaciara no futebol Matogrossense, o seu escudo e suas cores são copiados do escudo e das cores do Grêmio Foot-Ball Porto Alegrense. O clube realiza suas partidas no Estádio Márcio Cassiano da Silva, com capacidade para 3.000 torcedores.
Graças ao vice do Campeonato Mato-Grossense de 2007 o clube conseguiu uma vaga pra Copa do Brasil de 2008, mas na primeira fase perdeu os dois jogos (1 a 0, 6 a 0) para o Grêmio de Porto Alegre e foi desclassificado.
O clube passou um longo tempo licenciado de 2011 a 2021 quando voltou jogando um amistoso contra a equipe sub-20 do União-MT[carece de fontes?] que terminou 1 a 1. O amistoso contra a equipe sub-20 do União-MT foi seu único jogo oficial depois de sua volta aos gramados, pois após esse amistoso o clube não fez mais nenhuma partida oficial e se licenciou novamente.

## Campanhas de destaque

### Estaduais
- Torneio Incentivo: 1980
- Vice-Campeonato Mato-Grossense: 2007.
- Vice-Campeonato Mato-Grossense - 2ª Divisão: 1987.